# Quba Rayonu
Quba Rayonu är ett distrikt i Azerbajdzjan. Det ligger i den nordöstra delen av landet, 150 km nordväst om huvudstaden Baku. Antalet invånare är 143 047. Arean är 2 574 kvadratkilometer.
Terrängen i Quba Rayonu är huvudsakligen bergig, men åt nordost är den kuperad.
Följande samhällen finns i Quba Rayonu:
- Quba
- Vtoryye Nyugedy
- Pervyye Nyugedy
- Zardabi
- Rustov
- Qırmızı Qəsəbə
- Alpan
- Alekseyevka
- Vladimirovka
- Hacıəlibəy
- Kechresh
- Qamqam
- Xınalıq
- Pyustakasym
- Digah
- Hacıhüseynli
- Konakh-Kent
- Talabıqışlaq
- Ermyaki
- Zizik
- Igrykh
- Vəlvələ
- Gyulyazy
- Hacıqaib
- Sebetlyar
- Pirvahid
- İspik
- Myugyudzh
- Dera-Chichi
- Qarxun
- Xucbala
- Cimi
- Alik
- Tyulyar
- Syukhyub
- Ağbil
- Yerfi
- Ashagy-Khuch
- Uchgyun
- Əlibəyqışlaq
- Qorxmazoba
- Afurca
- Mirzamamedkend
- Chartepe
- Susay
- Tengyaalty
- Xaltan
- Mirzakyshlakh
- Buduq
- Tyuler
- Kyupchal
- Mucu
- Şuduq
- Talabı
- Qrız
- Aski Igrykh
- Utuq
- Nöydün
- Kyurkyun
- Yalavanc
- Kyusnet
- Çarxaçu
- Digahoba
- Urduch
- Uzunmesha
- Nyutakh
- Girey
- Rengidar

Trakten runt Quba Rayonu består i huvudsak av gräsmarker. Runt Quba Rayonu är det ganska glesbefolkat, med 48 invånare per kvadratkilometer.